# Nam Myoho Rengue Kyo
Nam Myōhō Renge Kyō (南無妙法蓮華經, o també Namu Myōhō Renge Kyō) és la invocació que constitueix la base de la pràctica de totes les formes de budisme Nichiren, i representa La Llei última o veritat de l'Univers.
Aquesta invocació reb el nom de daimoku (題目, "títol") o odaimoku (gran títol), i va ser revelada per primer cop pel monjo japonès Nichiren l'any 1253 a Seichō-ji, a l'actual Chiba, Japó. El propòsit d'entonar daimoku és el manifestar la natura de Buda (il·luminat) que, segons els ensenyaments de Nichiren, és una qualitat inherent a totes les persones.

## Significat
Nam Myōhō Renge Kyō significa "devoció al sutra del Lotus". Myōhō Renge Kyō (sutra del Lotus de la Llei Meravellosa) és el nom complet del sutra del Lotus. Nichiren consideraba que aquest nom contenia l'essència del sutra.
Al tractat de Nikkō Shōnin apareix una definició de Nam myoho renge kyo que explica que Nam o Namu deriva de la palabra sànscrita namas que és traduïda com devoció.
Nichiren defineix el significat de myoho renge kyo de la següent manera en les seves cartes o goshos: 
- Myōhō.[3] Significa l'essència de la vida que existeix dins de nosaltres. Myō és sencillament la natura mística de la nostra vida, a cada moment, que el cor és incapaç de captar i que les paraules no poden expressar.Hō es qui rep aquestes funcions o la forma en què aquestes funcions es manifesten.
- Renge. Nichiren explica que "Per a referir-se a la part mística d'aquest ensenyament, s'utilitza un exemple concret, el de la flor del lotus, que es denomina renge"; la flor del Lotus representa la simultaneïtat de la llei causal, ja que aquesta floreix al mateix temps en què les seves llavors ja estan llestes.
- Kyō. Nichiren escriu "Quan hom perceb que la seva pròpia vida és la llei mística, podrà comprendre que ocorre el mateix amb les vides dels altres. Aquesta comprensió és kyō o sutra místic."